# Lingewaard
Lingewaard là một đô thị ở phía đông Hà Lan. Đô thị này nằm khu vực cực đông Betuwe. Đô thị này được lập năm 2001 thông qua sáp nhập Bemmel, Gendt và Huissen. Ban đầu tên là Bemmel nhưng sau đó được đổi tên.
Các trung tâm dân cư:
- Angeren
- Bemmel
- Doornenburg
- Gendt
- Haalderen
- Huissen
- Ressen